# Diplycosia lysolepis
Diplycosia lysolepis är en ljungväxtart som beskrevs av Herman Otto Sleumer. Diplycosia lysolepis ingår i släktet Diplycosia och familjen ljungväxter. Inga underarter finns listade i Catalogue of Life.